# Lillian Birkenhead
Lillian Birkenhead, po mężu Pearce (ur. 19 stycznia 1905 w Garston, zm. 4 lutego 1979 tamże) – angielska pływaczka z pierwszej połowy XX wieku reprezentująca Wielką Brytanię, uczestniczka igrzysk olimpijskich. 
Podczas VII Letnich Igrzysk Olimpijskich w Antwerpii w 1920 roku, piętnastoletnia Birkenhead wystartowała w wyścigu na 100 metrów stylem dowolnym. W pierwszym wyścigu eliminacyjnym z nieznanym czasem zajęła ostatnie, szóste miejsce, co nie pozwoliło je zakwalifikować się do finału.